# Ed McBain
Pour les articles homonymes, voir McBain.
Œuvres principales
- Série du 87e District (Ed McBain)
- Conversations criminelles (Evan Hunter)
- Graine de violence (Evan Hunter)
- Liaisons secrètes (roman et scénario de Evan Hunter)
- Les Oiseaux (scénario de Evan Hunter)

Ed McBain, de son vrai nom Salvatore Lombino, est un écrivain américain, né le 15 octobre 1926 à New York et mort le 6 juillet 2005 chez lui dans le Connecticut à l'âge de 78 ans. Sous le pseudonyme Ed McBain, il est l'auteur des aventures du 87e District qui l'ont rendu célèbre.  Il utilise également les pseudonymes Evan Hunter, Richard Marsten, Hunt Collins, Curt Cannon et Ezra Hannon, notamment pour des ouvrages littéraires, des récits policiers et des textes de science-fiction.

## Biographie

### Enfance
Salvatore Lombino est né en 1926 dans une famille d'origine italienne de Ruvo del Monte dans la Basilicate. Il est élevé dans Harlem Est jusqu'à l'âge de 12 ans avant que sa famille déménage dans le Bronx.

### Jeunesse
Lombino sert dans la Marine durant la Seconde Guerre mondiale, écrivant plusieurs histoires courtes tout en participant aux combats à bord d'un destroyer dans le Pacifique. Démobilisé, il devient professeur, une expérience qui est la source d'inspiration du roman Graine de violence (Blackboard Jungle, 1954) qu'il publie avec succès sous le pseudonyme Evan Hunter, et qui est adapté au cinéma en 1955 par Richard Brooks sous le même titre.
Curieusement, cet écrivain qui fera surtout carrière dans le genre policier entre en littérature avec Find the Feathered Serpent (1952), un roman de science-fiction destiné aux enfants. Ensuite, « sous les pseudonymes de Richard Marsten [...] et d'Evan Hunter, il multiplie les romans ».

### Série policière du 87e district
La notoriété de Salvatore Lombino s'affirme cependant en 1956, lorsque l'éditeur « Permabooks lui demande une série policière ». C'est l'entrée en scène des inspecteurs du commissariat du 87e District de la grande ville imaginaire d'Isola, inspirée par New York, auquel il consacre, sous le pseudonyme d'Ed McBain, cinquante-trois romans et trois nouvelles : Du balai ! (Cop Hater, 1956), Le Sonneur (The Mugger, 1956), Le Fourgue (The Pusher, 1956) posent les prémices de cette série si particulière, qui évolue au fil des années. Comme le précise l'auteur : « La ville décrite ici est imaginaire. Les personnages et les endroits sont fictifs. Seule la méthode policière se fonde sur des techniques d'investigation bien établies ». Dans cet univers éminemment machiste, mettant en scène aux côtés de Steve Carella, les inspecteurs Meyer Meyer, Kling, Hawes, Brown et Willis sous la férule indulgente et compréhensive du lieutenant Byrnes, les femmes s'insinuent peu à peu jusqu'à devenir des personnages incontournables (Eileen Burke, Annie Rawles, Sharyn Cooke), car Ed McBain s'attache toujours à coller à la réalité sociale contemporaine et à l'évolution des mœurs. Outre leurs qualités novatrices — recours à la police scientifique, à la médecine légale, aux procédures d'une enquête réelle —, les romans de McBain se caractérisent par un travail remarquable sur le temps romanesque frisant la perfection dans Cash Cash (Money Money Money, 2001), l'approche des policiers dans leur globalité (McBain est l'un des premiers, sinon le premier, à les faire évoluer dans leur milieu familial) et l'imbrication des intrigues (Lightning, 1984). Ed McBain poursuit ainsi sa chronique du 87e, où « son écriture concise et ironique, ses dialogues étincelants, son talent pour dépeindre les violences évolutives de la ville et ses personnages loin des stéréotypes, font de lui le maître de la procédure policière ».
Le cinquante-cinquième et dernier roman consacré par Ed McBain au 87e District est Jouez violons ! (Fiddlers!, 2005).

### SérieMatthew Hope
Un autre personnage récurrent, sujet de treize romans, est l'avocat Matthew Hope, résident de Calusa, une petite ville de Floride, qui apparaît pour la première fois dans J'ai tout gâché (Goldilocks, 1978). « Défenseur de causes qui paraissent perdues d'avance, cet homme de loi mène ses affaires un peu à la manière d'un policier ». Hope croise Steve Carella dans Le Paradis des ratés (The Last Best Hope, 2000), le dernier titre de la série.

### Autres créations
Grand maître du roman noir, il publie en carrière de nombreux titres à succès, plusieurs fois adaptés au cinéma de manière notable. Il fut également un scénariste remarqué, notamment celui des Oiseaux (The Birds, 1963) d'Alfred Hitchcock, et a participé à l'écriture de plusieurs séries TV, dont L'Homme de fer (Ironside) et Columbo.

## Œuvre

### Romans

#### Romans signés Ed McBain

##### Série87eDistrict
L'article détaillé présente une liste des romans et des nouvelles du 87e District.

##### SérieMatthew Hope(1978-1998)
- 1978 : Goldilocks Publié en français sous le titre J'ai tout gâché, Paris, Gallimard, coll. « Super noire » no 129, 1979
- 1981 : Rumpelstiltskin Publié en français sous le titre Fausses Notes, Paris, Gallimard, coll. « Série noire » no 1872, 1982
- 1982 : Beauty and the Beast Publié en français sous le titre Piège pour King-Kong, Paris, Gallimard, coll. « Série noire » no 1918, 1983
- 1984 : Jack and the Beanstalk Publié en français sous le titre Pour des haricots, Paris, J'ai lu no 1875, 1985
- 1985 : Snow White and The Rose Red Publié en français sous le titre Blanche Neige et Rose Rouge, Paris, J'ai lu no 2072, 1986
- 1986 : Cinderella Publié en français sous le titre Cendrillon, Paris, J'ai lu no 2353, 1988
- 1987 : Puss on Boots Publié en français sous le titre Le Chat botté, Paris, J'ai lu no 2891, 1990
- 1988 : The House that Jack Built Publié en français sous le titre La Maison de Jacques, Paris, J.-C. Lattès, coll. « Suspense et Cie », 1995
- 1990 : Three Blind Mice Publié en français sous le titre Trois souris aveugles, Paris, Ramsay, coll. « Nuit blanche », 1995
- 1992 : Mary, Mary Publié en français sous le titre Mary, Mary, Paris, J.-C. Lattès, coll. « Suspense et Cie », 1994
- 1994 : There Was a Little Girl Publié en français sous le titre Blanche comme une petite fille, Paris, Ramsay, coll. « Nuit blanche », 1995
- 1996 : Glady, the Cross-Eyed Bear Publié en français sous le titre La Nuit des nounours, Paris, Ramsay, coll. « Nuit blanche », 1997
- 1998 : The Last Best Hope Le personnage de Steve Carella du 87e District fait une apparition dans ce roman. Publié en français sous le titre Le Paradis des ratés, Paris, Éditions du Rocher, 2000 ; réédition, Paris, Payot et Rivages, coll. « Rivages/Noir » no 677, 2008

##### Autres romans signés Ed McBain
- 1958 : The April Robin Murders, en collaboration avec Craig Rice Publié en français sous le titre Cinéma et duplicité, Paris, Presses de la Cité, coll. « Un mystère » no 472, 1959
- 1965 : The Sentries Publié en français sous le titre Les Sentinelles, Paris, Gallimard, coll. « Le Livre du jour », 1966 ; réédition, Paris, Gallimard, coll. « Folio » no 1635, 1985
- 1975 :
  - Where There's Smoke Publié en français sous le titre Envoyez la fumée !, Paris, Gallimard, coll. « Super noire » no 14, 1975
  - Doors, roman signé Ezra Hannon, puis republié sous le nom Ed McBain
- 1976 : Guns Publié en français sous le titre L'Énervé de la gâchette, Paris, Gallimard, coll. « Super noire » no 80, 1977
- 1980 : Another Part of the City Publié en français sous le titre Manhattan blues, Paris, J'ai lu no 2594, 1989
- 1990 : Downtown Publié en français sous le titre Downtown, Paris, Presses de la Cité, 1990
- 2000 : Driving Lessons Publié en français sous le titre Leçons de conduite, Paris, Payot et Rivages, coll. « Rivages/Noir » no 413, 2001
- 2005 :
  - Alice in Jeopardy Publié en français sous le titre Alice en danger, Paris, Payot et Rivages, coll. « Rivages/Noir » no 711, 2008
  - The Gutter and the Grave  Publié en français sous le titre Le Caniveau pour tombe, Paris, J'ai lu no 8307, 2007Roman d'abord publié en 1958 sous le titre I'm Cannon—For Hire et le pseudonyme Curt Cannon et traduit en français en 1959 sous le titre Faites donner le Cannon.

#### Roman cosigné Ed McBain et Evan Hunter
- Candyland, 2000 Roman cosigné Evan Hunter et Ed McBain. Publié en français sous le titre Obsessions, Paris, Presses de la Cité, 2001

#### Romans signés Evan Hunter
- 1952 :
  - Find the Feathered Serpent
  - The Evil Sleep! Republié en 1956 sous le titre So Nude, so Dead par Richard Marsten.
- 1953 : Don't Crowd Me Publié en français sous le titre Alerte aux baigneurs !, Paris, Presses internationales, coll. « Inter-Police » no 3, 1959
- 1954 : The Blackboard Jungle Publié en français sous le titre Graine de violence, Paris, France-Empire, 1955 ; réédition dans une nouvelle traduction intégrale sous le titre Graine de violence, Paris, Seuil, coll. « Points » no 2051, 2008. Adaptation au cinéma en 1955 sous le titre Graine de violence.
- 1956 : Second Ending Publié en français sous le titre Trop tard pour mourir, Paris, France-Empire, 1957
- 1958 : Strangers When We Meet Publié en français sous le titre Femme d'autrui ne convoiteras, Paris, Presses de la Cité, 1959; réédition sous le titre Liaisons secrètes, Paris, Pocket no 95, 1963
- 1959 :
  - A Matter of Conviction Publié en français sous le titre Le Temps du châtiment, Paris, Pocket no 240, 1964
  - The Remarkable Harry
- 1961 :
  - Mothers and Daughters Publié en français sous le titre Mères et Filles, Paris, France-Empire, 1961
  - The Wonderful Button
- 1964 : Buddwing Publié en français sous le titre Mister Buddwing, Paris, Les Belles Lettres/Manitoba, coll. « Le Cabinet noir » no 4, 1996
- 1965 : Me and Mr. Stenner
- 1966 : The Paper Dragon
- 1967 : A Horse's Head Publié en français sous le titre Le Paumé, Paris, Gallimard, coll. « Série noire » no 1185, 1968
- 1968 : Last Summer
- 1969 : Sons
- 1971 : Nobody Knew They Were There
- 1972 :
  - Every Little Crook and Nanny Publié en français sous le titre En petites coupures, Paris, Gallimard, coll. « Carré Noir », 1971
  - Seven
- 1973 : Come Winter
- 1974 : Streets Of Gold
- 1976 : The Chisholms: A Novel Of The Journey West
- 1979 : Walk Proud
- 1981 : Love, Dad
- 1983 : Far From The Sea
- 1984 : Lizzie
- 1994 : Criminal Conversation Publié en français sous le titre Conversations criminelles, Paris, J.-C. Lattès, coll. « Suspense et Cie », 1994
- 1996 : Privileged Conversation Publié en français sous le titre Conversations privilégiées, Paris, Ramsey, coll. « Nuit blanche », 1999
- 2002 : The Moment She Was Gone Publié en français sous le titre Les Mensonges de l'aube, Paris, L'Archipel, 2004

#### Romans signés Richard Marsten (1953-1959)
- 1953 :
  - Rocket to Luna Publié en français sous le titre Rocket vers la lune, Paris, Daniber, coll. « L'Alouette » no 8, 1960
  - Danger: Dinosaurs! Publié en français sous le titre Danger... dinosaures, Paris, Daniber, coll. « L'Alouette » no 9, 1960
- 1954 : Runaway Black Publié en français sous le titre Le Pavé brûle, Paris, Gallimard, coll. « Série noire » no 261, 1955 Réimprimé en 1968, sous le nom Ed McBain.
- 1955 : Murder in the Navy ou Death of a Nurse Publié en français sous le titre Panique à bord, Paris, Gallimard, coll. « Série noire » no 325, 1956
- 1956 :
  - The Spiked Heel Publié en français sous le titre Le Talon du diable, Paris, Éditions France-Empire, s.d.
  - So Nude, so Dead D'abord publié en 1952 sous le titre The Evil Sleep! par Evan Hunter.
- 1957 : Vanishing Ladies Publié en français sous le titre Envolée la gazelle !, Paris, Presses internationales, coll. « Inter-Police » no 27, 1960 Publié en français dans une traduction intégrale signée Ed McBain sous le titre Escamotage, Paris, Pocket no 3908, 1993
- 1958 : Even the Wicked Publié en français sous le titre Une tête dans l'eau, Paris, Presses internationales, coll. « Inter-Police » no 21, 1960 Publié en français dans une autre traduction et signée Ed McBain sous le titre Le Dernier Plongeon, Paris, Gallimard, coll. « Série noire » no 1723, 1978
- 1959 : Big Man Publié en français sous le titre Le Big Papa, Paris, Gallimard, coll. « Série noire » no 1628, 1973

#### Romans signés Hunt Collins (1954-1958)
- 1954 : Cut Me In Roman republié ultérieurement sous le titre The Proposition. Publié en français sous le titre Bon à tirer, Paris, Gallimard, coll. « Série noire » no 264, 1955
- 1956 : Tomorrow's World Roman republié sous le titre Tomorrow And Tomorrow par Hunt Collins, et  sous le titre Sphere par Ed McBain.

#### Roman signé Curt Cannon (1958)
- I'm Cannon— For Hire (1958) Publié en français sous le titre Faites donner le Cannon, Paris, Gallimard, coll. « Série noire » no 524, 1959.  Republié ultérieurement sous le titre The Gutter and the Grave  par Ed McBain.

#### Romans signés John Abbott
- 1972 : The Telegram Code
- 1981 : The Man with Ideas
- 1986 : For Medicinals Purposes
- 1992 : Scimitar

### Nouvelles

#### Recueils de nouvelles par Evan Hunter
- 1956 : The Jungle Kids
- 1957 :
  - The Merry, Merry Christmas
  - On the Sidewalk Bleeding Publié en français sous le titre Le Sang sur le trottoir, Paris, NéO, coll. « Le Miroir obscur » no 24, 1981
- 1960 : The Last Spin & Other Stories
- 1963 : Happy New Year, Herbie
- 1972 : The Easter Man (a Play) and Six Stories
- 2000 :
  - Barking at Butterflies & Other Stories
  - The Best American Mystery Stories
  - Running from Legs

#### Recueil de nouvelles par Curt Cannon
- I Like 'em Tough (1958), recueil de nouvelles Publié en français sous le titre Un clochard trop curieux, Paris, Presses internationales, coll. « Inter-Police » no 26, 1960 Republié de façon partielle en français dans une autre traduction et signé Ed McBain sous le titre Pourvu que tu en crèves, Paris, Futuropolis, coll. « Futuropolis Nouvelle », 1986

#### Recueils de nouvelles par Ed McBain
- 1962 : The Empty Hours Recueil de trois nouvelles du 87e district
- 1972 : Seven
- 1982 : The McBain Brief Publié en français sous le titre Si Ed McBain m'était conté, Paris, Gallimard, coll. « Série noire » no 1958, 1984
- 1984 : Dur-à-mourir, recueil de nouvelles publié en France uniquement Publié à Paris, NéO, coll. « Le Miroir obscur », 1984
- 2006 : Learning to Kill Dernier livre de Ed McBain-Evan Hunter ; publication posthumePublié en français sous le titre Le Goût de la mort, Paris, B. Pascuito, 2008

#### Nouvelles isolées de Ed McBain
- Nightshade (1970) Publié en français sous le titre Les Ombres de la nuit, Paris, Opta, Mystère Magazine no 294, août 1972
- The Jesus Case (1974) Publié en français sous le titre Le Crucifié, Paris, Opta, Alfred Hitchcock Magazine no 160, septembre 1974

### Pièces de théâtre signées Evan Hunter
- 1964 : The Easter Man
- 1969 :The Conjuror

### Récits autobiographiques par Evan Hunter
- Me and Hitch, 1997 Publié en français sous le titre Hitch et moi, Paris, Ramsay, Ramsey Cinéma, 2006
- Let's talk, 2005

### Ouvrages par rassemblement, en tant qu'éditeur
- Transgressions, 2005, une anthologie en quatre volumes, collection de romans courts autour du thème du crime, par divers auteurs, avec Ed McBain en tant qu'anthologiste. Le volume III publié en français[4] rassemble deux histoires de littérature de l'imaginaire : Laissés pour compte, nouvelle de Stephen King (traduction William Olivier Desmond), et Les Femmes Ransome, roman de John Farris (traduction Gilles Goullet).

## Filmographie sélective

### Scénarios pour la télévision
- 1952 : Tales of Tomorrow (série télévisée de science fiction), saison 1, épisode 39 : Appointment on Mars, réalisé par Don Medford, scénario de Evan Hunter publié en 1953 dans la nouvelle What Price Venus?
- 1956 : The Kaiser Aluminum Hour (en) (série télévisée, 1956-1957), saison 1, épisode 8 : Angel's Ransom, scénario de Evan Hunter
- 1957 : Alfred Hitchcock présente, saison 2, épisode 21 : Number Twenty-Two, scénario de Evan Hunter
- 1958 :
  - Climax! (The Climax Mystery Theater, 1954-1958) : saison 4, épisode 26 : The Deadly Tattoo, scénario de Evan Hunter
  - Mike Hammer (Mickey Spillane's Mike Hammer), deux épisodes signés du pseudonyme Curt Cannon :
    - saison 1, épisode 5 : Dead Men Don't Dream ;
    - saison 1, épisode 6 : So That's Who It Was
- 1966-1967 : Bob Hope Presents the Chrysler Theatre (en), deux scénarios de Evan Hunter :
  - saison 3, épisode 15 : Guilty or not Guilty (1966) ;
  - saison 4, épisode 26 : Deadlock (1967)
- 1968 : L'Homme de fer (Ironside) : saison 1, épisode 21 : En service commandé (All in a Day's Work), réalisé par Charles S. Dubin, scénario original signé Ed McBain
- 1979 : The Chisholms, mini-série télévisée réalisée par Mel Stuart d'après le roman The Chisholms: A Novel of the Journey West (1976) de Evan Hunter
- 1982 : La Loi des hautes plaines (The Legend of Walks Far Woman (en)), téléfilm américain réalisé par Mel Damski, scénario de Evan Hunter d'après le roman éponyme de Colin Stuart, avec Raquel Welch

### Scénarios de Evan Hunter pour le cinéma
- 1960 : Liaisons secrètes (Strangers When We Meet), film américain réalisé par Richard Quine, scénario de Evan Hunter d'après le roman éponyme, traduit en français sous le titre Femme d'autrui de convoiteras
- 1963 : Les Oiseaux (The Birds), film américain réalisé par Alfred Hitchcock, Evan Hunter scénariste, d'après Daphne du Maurier
- 1972 : Les Poulets (Fuzz), film américain réalisé par Richard A. Colla, scénario de Evan Hunter d'après le roman éponyme de Ed McBain (roman de la série du 87e discrit), traduit en français sous le titre La Rousse

### Films adaptés des romans de Evan Hunter
- 1955 : Graine de violence (Blackboard Jungle), film américain réalisé par Richard Brooks, d'après le roman éponyme de Evan Hunter ;
- 1969 : Dernier Été (Last Summer), film américain réalisé par Frank Perry, d'après le roman éponyme
- 1970 : Le Cri du cormoran le soir au-dessus des jonques, film français réalisé par Michel Audiard, d'après le roman Le Paumé (A Horse's Head)

### Adaptation d'une nouvelle de Evan Hunter
- 1993 : Fallen Angels (série TV), saison 2, épisode 1 : Love and Blood (1995), réalisé par Kiefer Sutherland, adaptation d'une nouvelle de Evan Hunter